# Sci alpino ai XXIV Giochi olimpici invernali - Supergigante maschile
La gara di supergigante maschile dello sci alpino dei XXIV Giochi olimpici invernali di Pechino si è svolta l'8 febbraio 2022 presso il comprensorio sciistico di Xiaohaituo nella Contea di Yanqing. La vittoria finale è andata all'austriaco Matthias Mayer, che ha concluso la prova con il tempo di 1'19"94, precedendo lo statunitense Ryan Cochran-Siegle e il norvegese Aleksander Aamodt Kilde.

## Classifica di gara
| Pos.    | N° | Atleta                       | Nazione       | Tempo   | Distacco |
| ------- | -- | ---------------------------- | ------------- | ------- | -------- |
| Oro     | 13 | Matthias Mayer               | Austria       | 1'19"94 | —        |
| Argento | 14 | Ryan Cochran-Siegle          | Stati Uniti   | 1'19"98 | +0.04    |
| Bronzo  | 7  | Aleksander Aamodt Kilde      | Norvegia      | 1'20"36 | +0.42    |
| 4       | 10 | Adrian Smiseth Sejersted     | Norvegia      | 1'20"68 | +0.74    |
| 5       | 11 | Vincent Kriechmayr           | Austria       | 1'20"70 | +0.76    |
| 6       | 16 | James Crawford               | Canada        | 1'20"79 | +0.85    |
| 7       | 8  | Romed Baumann                | Germania      | 1'21"10 | +1.16    |
| 8       | 17 | Andreas Sander               | Germania      | 1'21"21 | +1.27    |
| 9       | 28 | Blaise Giezendanner          | Francia       | 1'21"26 | +1.32    |
| 10      | 25 | Trevor Philp                 | Canada        | 1'21"34 | +1.40    |
| 11      | 3  | Alexis Pinturault            | Francia       | 1'21"36 | +1.42    |
| 12      | 5  | Travis Ganong                | Stati Uniti   | 1'21"37 | +1.43    |
| 13      | 21 | Simon Jocher                 | Germania      | 1'21"52 | +1.58    |
| 14      | 1  | Stefan Rogentin              | Svizzera      | 1'21"57 | +1.63    |
| 15      | 33 | River Radamus                | Stati Uniti   | 1'21"63 | +1.69    |
| 16      | 4  | Gino Caviezel                | Svizzera      | 1'21"76 | +1.82    |
| 17      | 22 | Bryce Bennett                | Stati Uniti   | 1'21"80 | +1.86    |
| 18      | 23 | Matteo Marsaglia             | Italia        | 1'22"16 | +2.22    |
| 18      | 12 | Josef Ferstl                 | Germania      | 1'22"16 | +2.22    |
| 20      | 32 | Boštjan Kline                | Slovenia      | 1'22"55 | +2.61    |
| 21      | 6  | Dominik Paris                | Italia        | 1'22"62 | +2.68    |
| 22      | 40 | Joan Verdú                   | Andorra       | 1'22"92 | +2.98    |
| 23      | 24 | Kjetil Jansrud               | Norvegia      | 1'23"00 | +3.06    |
| 24      | 38 | Nejc Naraločnik              | Slovenia      | 1'23"08 | +3.14    |
| 25      | 36 | Jan Zabystřan                | Rep. Ceca     | 1'23"09 | +3.15    |
| 26      | 27 | Nils Allegre                 | Francia       | 1'23"24 | +3.30    |
| 27      | 34 | Henrik von Appen             | Cile          | 1'23"55 | +3.61    |
| 28      | 37 | Marco Pfiffner               | Liechtenstein | 1'23"66 | +3.72    |
| 29      | 31 | Rasmus Windingstad           | Norvegia      | 1'24"15 | +4.21    |
| 30      | 43 | Barnabás Szőllős             | Israele       | 1'24"28 | +4.34    |
| 31      | 41 | Arnaud Alessandria           | Monaco        | 1'24"68 | +4.74    |
| 32      | 45 | Ivan Kovbasnjuk              | Ucraina       | 1'25"56 | +5.62    |
| 33      | 46 | Zhang Yangming               | Cina          | 1'29"39 | +9.45    |
| 34      | 35 | Marko Vukićević              | Serbia        | 1'29"45 | +9.51    |
|         | 2  | Matthieu Bailet              | Francia       | DNF     |          |
|         | 9  | Marco Odermatt               | Svizzera      | DNF     |          |
|         | 15 | Beat Feuz                    | Svizzera      | DNF     |          |
|         | 18 | Christof Innerhofer          | Italia        | DNF     |          |
|         | 19 | Raphael Haaser               | Austria       | DNF     |          |
|         | 20 | Max Franz                    | Austria       | DNF     |          |
|         | 26 | Broderick Thompson           | Canada        | DNF     |          |
|         | 29 | Brodie Seger                 | Canada        | DNF     |          |
|         | 30 | Miha Hrobat                  | Slovenia      | DNF     |          |
|         | 39 | Jack Gower                   | Irlanda       | DNF     |          |
|         | 42 | Adur Etxezarreta             | Spagna        | DNF     |          |
|         | 44 | Simon Breitfuss Kammerlander | Bolivia       | DNF     |          |
|         | 47 | Xu Mingfu                    | Cina          | DNF     |          |